# Brice Guyart
Brice Emmanuel Guyart (Suresnes, 15 de marzo de 1981) es un deportista francés que compitió en esgrima, especialista en la modalidad de florete. Su hermana Astrid también compitió en esgrima.
Participó en tres Juegos Olímpicos de Verano, obteniendo en total dos medallas de oro, en Sídney 2000 en el torneo por equipos (junto con Jean-Noël Ferrari, Patrice Lhôtellier y Lionel Plumenail), y en Atenas 2004 en la prueba individual.
Ganó siete medallas en el Campeonato Mundial de Esgrima entre los años 2001 y 2011, y cuatro medallas en el Campeonato Europeo de Esgrima entre los años 2006 y 2012.

## Palmarés internacional
| Juegos Olímpicos   | Juegos Olímpicos        | Juegos Olímpicos  | Juegos Olímpicos    |
| Año                | Lugar                   | Medalla           | Prueba              |
| ------------------ | ----------------------- | ----------------- | ------------------- |
| 2000               | Sídney (Australia)      | Medalla de oro    | Florete por equipos |
| 2004               | Atenas (Grecia)         | Medalla de oro    | Florete individual  |
| Campeonato Mundial |                         |                   |                     |
| Año                | Lugar                   | Medalla           | Prueba              |
| 2001               | Nimes (Francia)         | Medalla de oro    | Florete por equipos |
| 2001               | Nimes (Francia)         | Medalla de bronce | Florete individual  |
| 2002               | Lisboa (Portugal)       | Medalla de plata  | Florete por equipos |
| 2003               | La Habana (Cuba)        | Medalla de bronce | Florete individual  |
| 2005               | Leipzig (Alemania)      | Medalla de oro    | Florete por equipos |
| 2007               | San Petersburgo (Rusia) | Medalla de oro    | Florete por equipos |
| 2011               | Catania (Italia)        | Medalla de plata  | Florete por equipos |
| Campeonato Europeo |                         |                   |                     |
| Año                | Lugar                   | Medalla           | Prueba              |
| 2006               | Esmirna (Turquía)       | Medalla de oro    | Florete por equipos |
| 2006               | Esmirna (Turquía)       | Medalla de bronce | Florete individual  |
| 2011               | Sheffield (Reino Unido) | Medalla de plata  | Florete por equipos |
| 2012               | Legnano (Italia)        | Medalla de plata  | Florete por equipos |